# La música de Horacio Salinas
La música de Horacio Salinas è il primo lavoro solista di Horacio Salinas, cofondatore degli Inti-Illimani e per molti anni direttore artistico del gruppo cileno. 
Fu il fondatore dell'etichetta cilena Alerce, Ricardo Garcia, a proporre a Salinas la realizzazione di questa antologia, pubblicata nel 1986, esclusivamente in formato audiocassetta, e significativamente sottotitolata Música para teatro, cine y TV. L'album raccoglie le musiche scritte per il film svedese di Tuija-Maija Niskanen Avskedet (1978) (tracce 1, 3, 8, 14), per il film di Gian Butturini Il mondo degli ultimi (1977) (tracce 2, 7), per il film tedesco Die kolonie (1986) del regista cileno Orlando Lübbert (tracce 5, 9, 11, 12) e per lo spettacolo teatrale Bodas de sangre (1983) realizzato dalla compagnia teatrale "Bruno Cirino" su testi di Federico García Lorca (tracce 4 ,6, 10, 13).
Nella copertina non è specificato di chi siano i testi (in italiano) cantati ne La festa, Girava la ruota e Ninna nanna mentre viene specificato che, in tempi diversi, tutti i brani sono stati registrati al Forum recording studio di Roma con ingegnere del suono Sergio Marcotulli.
Alcuni di questi brani (La ronda, Palimpsesto, El equipaje del destierro, El vals) in seguito entreranno a far parte del repertorio degli Inti-Illimani e sono stati successivamente registrati dall'intero gruppo.
Nel disco le orchestrazioni utilizzano archi, pianoforte, voci, flauto traverso e chitarre, ma non è indicato chi siano stati i collaboratori di Horacio Salinas, a cui si devono tutte le composizioni, in questo progetto.
Nel novembre del 2023 la Aula records pubblica un cofanetto di 6 CD intitolato Música imaginada il cui primo disco, intitolato Música imaginada vol.1: Música para teatro, cine y televisión (1980-1985), recupera tutte le 14 tracce di questa cassetta aggiungendone altre due coeve (La luna e Marcha fúnebre, entrambe provenienti dalla colonna sonora di Bodas de sangre). Oltre che in CD questo cofanetto è stato pubblicato anche in digitale, sui principali siti dedicati. 

## Tracce
1. La Ronda – 0:49
2. El equipaje del destierro – 2:17
3. Adiós – 2:04
4. La festa – 4:02
5. Diálogo – 1:34
6. Girava la ruota – 2:48
7. Palimpsesto – 1:54
8. El vals – 2:02
9. La secta – 2:34
10. Il bosco – 2:21
11. Nicole – 1:31
12. La angustia – 2:21
13. Ninna nanna – 3:09
14. El encuentro – 1:43

Durata totale: 31:09

### Collaboratori
- Miguel Opazo: fotografia di copertina